# キーストンプロダクション
株式会社キーストンプロダクションは、芸能からAVまで取り扱うモデルプロダクションである。

## 概要
所属タレントの育成やマネジメント、各種イベントの企画及び運営、著作権・肖像権管理を行う。また飲食店などの経営も行っている。
ハマカーンなどが所属していたお笑いプロダクションのキーストンプロとは無関係。

## 所属していたタレント
- 宮崎ちひろ
- 大空あすか
- 大橋未久
- 森苺莉
- 七聖響音（ななせ　ねね）